# Chicago Fire (5.ª temporada)
A quinta temporada da série de televisão dramática estadounidense Chicago Fire foi encomendada em 9 de novembro de 2015 pela NBC, estreou em 11 de outubro de 2016 e foi finalizada em 16 de maio de 2017, contando com 22 episódios. A temporada foi produzida pela Universal Television em associação com a Wolf Entertainment, com Derek Haas, Michael Brandt e Matt Olmstead como produtores e com Dick Wolf como produtor executivo. A temporada foi ao ar na temporada de transmissão de 2016-17 às noites de terça-feira às 22h00, horário do leste dos EUA.
Essa é a primeira temporada a contar com Miranda Rae Mayo como Bombeira Stella Kidd, que se juntou ao elenco recorrente na temporada passada. Também é a última temporada a contar com Steven R. McQueen como Jimmy Borelli, que deixa a série no segundo episódio.
A quinta temporada estrela Jesse Spencer como Tenente Matthew Casey, Taylor Kinney como Tenente Kelly Severide, Monica Raymund como Bombeira Gabriela Dawson, Kara Killmer como paramédica Sylvie Brett, David Eigenberg como Bombeiro Christopher Hermann, Yuri Sardarov como Bombeiro Brian "Otis" Zvonecek, Joe Minoso como Bombeiro Joe Cruz, Christian Stolte como Bombeiro Randy "Mouch" McHolland, Miranda Rae Mayo como Bombeira Stella Kidd, Steven R. McQueen como Candidato a bombeiro Jimmy Borelli e Eamonn Walker como Chefe de Batalhão Wallace Boden.
A temporada terminou com uma audiência média de de 9.92 milhões de telespectadores e ficou classificada em 26.º lugar na audiência total e classificada em 20.º no grupo demográfico de 18 a 49 anos.

## Enredo
O show explora a vida, tanto profissional quanto pessoal, dos bombeiros, equipes de resgate e paramédicos do Corpo de Bombeiros de Chicago no fictício Quartel 51, lar do fictício Carro Pipa 51, Viatura 81, Esquadrão de resgate 3, Batalhão 25 e Ambulância 61.

## Elenco e personagens

### Principal
- Jesse Spencer como Tenente Matthew Casey
- Taylor Kinney como Tenente Kelly Severide
- Monica Raymund como Bombeira/Paramédica Gabriela Dawson
- Kara Killmer como paramédica Sylvie Brett
- David Eigenberg como Bombeiro Christopher Hermann
- Yuri Sardarov como Bombeiro Brian "Otis" Zvonecek
- Joe Minoso como Bombeiro Joe Cruz
- Christian Stolte como Bombeiro Randy "Mouch" McHolland
- Miranda Rae Mayo como Bombeira Stella Kidd
- Steven R. McQueen como Candidato a bombeiro Jimmy Borelli[a]
- Eamonn Walker como Chefe de Batalhão Wallace Boden

### Recorrente
- Randy Flagler como Harold Capp
- Charlotte Sullivan como Anna Turner
- DuShon Brown como Connie
- Robyn Coffin como Cindy Herrmann
- Kamal Angelo Bolden como Jason Kannell

### Participações
- Scott Elrod como Travis Brenner
- Melissa Ponzio como Donna Boden
- Daniel Zacapa como Ramon Dawson
- Jeff Hephner como Jeff Clarke
- Charles Brice como Andre Keyes
- Nick Boraine como Dennis Mack
- Holly Robinson Peete como Tamara Jones
- Lauren Stamile como Susan Weller
- Guy Burnet como Grant Smith
- Michael Nanfria como Darin Whitney
- Christopher Innvar como Tom Coletti
- Jamie Jackson como Eddie Owens
- Michael Hanrahan como Chefe Jim Anderson
- Daniel Eric Gold como Mark Blakeslee
- Brian Howe como Nick Porter
- Treat Williams como Bennie Severide
- Gordon Clapp como Bill Orlovsky

### Crossover
- Jason Beghe como Sargento Hank Voight (De Chicago P.D.)
- Jon Seda como Detetive Antonio Dawson (De Chicago P.D. e Chicago Justice)
- Sophia Bush como Detetive Erin Lindsay (De Chicago P.D.)
- Jesse Lee Soffer como Detetive Jay Halstead (De Chicago P.D.)
- Marina Squerciati como Kim Burgess (De Chicago P.D.)
- Amy Morton como Sargento Trudy Platt (De Chicago P.D.)
- Elias Koteas como Detetive Alvin Olinsky (De Chicago P.D.)
- Nick Gehlfuss como Dr. Will Halstead (De Chicago Med)
- Yaya DaCosta como April Sexton (De Chicago Med)
- Torrey DeVitto como Dra. Natalie Manning (De Chicago Med)
- Rachel DiPillo como Dra. Sarah Reese (De Chicago Med)
- Brian Tee como Dr. Ethan Choi (De Chicago Med)
- Marlyne Barrett como Maggie Lockwood (De Chicago Med)
- S. Epatha Merkerson como Sharon Goodwin (De Chicago Med)
- Oliver Platt como Dr. Daniel Charles (De Chicago Med)
- Carl Weathers como Mark Jefferies (De Chicago Justice)

Notas
1. ↑  McQueen é creditado de 5.01 a 5.02

## Episódios
| N.º na série | N.º na temp. | Título                       | Dirigido por            | Escrito por                                | Exibição original       | Audiência (milhões) |
| --- | ------------ | ---------------------------- | ----------------------- | ------------------------------------------ | ----------------------- | ------------------- |
| 93 | 1            | "The Hose or the Animal"     | Joe Chappelle           | Michael Brandt & Derek Haas                | 11 de outubro de 2016   | 7.52                |
| Dawson e Casey estão juntos novamente depois que ela tem Louie. Depois de passar a noite com Severide, Stella descobre que seu instável ex-namorado Grant escapou da prisão psiquiátrica e está atrás dela e de Severide. Enquanto isso, as coisas tomam um rumo dramático quando Borelli apresenta uma queixa contra Boden questionando sua liderança após a morte de seu irmão. Pensando em seu futuro agora que ela tem Louie, Dawson retorna à Ambulância 61 após a suspensão de Borelli. Além disso, Brett descobre que Mouch está escrevendo ficção erótica e concorda em ajudá-lo. Ela também recebe uma atenção inesperada de Antonio Dawson após um chamado. |              |                              |                         |                                            |                         |                     |
| 94 | 2            | "A Real Wake-Up Call"        | Reza Tabrizi            | Andrea Newman & Michael Gilvary            | 18 de outubro de 2016   | 7.40                |
| Após o ataque de Grant a Stella e Severide, ele é acusado de tentativa de assassinato e colocado de volta na prisão psiquiátrica, mas Stella não presta queixa, o que enfurece Severide. Mais tarde, Stella toma uma decisão muito difícil. Enquanto isso, depois de uma briga no Molly's, as tensões pioram com Jimmy quando todos se recusam a trabalhar com ele porque sua dor estava afetando sua atitude e eles achavam que ele não estava mentalmente pronto. Mouch e Brett continuam a escrever um livro erótico. Além disso, Casey se encontra em uma situação difícil depois que um vereador, que descobriu o favor que levou Dawson a conseguir a guarda Louie, o chantageia. Mais tarde, o quartel responde a um acidente e, apesar das ordens para se afastar, Borelli caminha em direção ao fogo e se queima e fica gravemente ferido nas chamas ardentes. Ele é levado para Chicago Med e é determinado que ele não pode mais ser um bombeiro. |              |                              |                         |                                            |                         |                     |
| 95 | 3            | "Scorched Earth"             | Joe Chappelle           | Sarah Kucserka & Veronica West             | 25 de outubro de 2016   | 6.93                |
| Casey continua a buscar informações sobre quem avisou o vereador sobre Louie, depois que ele descobre que o DCFS quer colocar Louie em outro lar adotivo. Ele procura ajuda de sua consultora Susan Weller, mas depois descobre que foi ela quem contou ao vereador. Enquanto isso, Stella ajuda uma criança com Hepatite C que roubou medicamentos após um chamado. Severide continua a sair com a celebridade local Travis Brenner. Além disso, Brett continua a perseguir Antonio Dawson. |              |                              |                         |                                            |                         |                     |
| 96 | 4            | "Nobody Else is Dying Today" | Sanford Bookstaver      | Jill Weinberger                            | 1 de novembro de 2016   | 6.65                |
| Enquanto atua como vereador, Casey investiga um armazém, que sofre uma reviravolta dramática quando ocorre um derramamento de ácido e ele faz tudo ao seu alcance para evitar um grande desastre. Enquanto isso, Dawson e Brett atendem uma mulher idosa que teve uma convulsão e lidam com um advogado exigente sobre em qual hospital levá-la. Brett e Mouch enfrentam problemas ao publicar seu romance erótico. Além disso, Otis e Cruz pregam peças um no outro. |              |                              |                         |                                            |                         |                     |
| 97 | 5            | "I Held Her Hand"            | Reza Tabrizi            | Roger Grant                                | 15 de novembro de 2016  | 6.99                |
| A tensão aumenta quando Severide e Casey discordam sobre se um incêndio em um apartamento que matou uma mulher foi acidental ou incendiário. Enquanto isso, Mouch e Brett publicam seu romance, mas depois é abatido quando o chefe do departamento descobre e é forçado a escolher seu romance ou seu trabalho. Casey continua a suspeitar do marido da mulher morta depois de saber por sua irmã que ela e seu marido brigavam constantemente. Herrmann investiga quem está vandalizando o 51 com pichações. |              |                              |                         |                                            |                         |                     |
| 98 | 6            | "That Day"                   | Dan Lerner              | Michael A. O'Shea                          | 22 de novembro de 2016  | 6.48                |
| Enquanto estava a caminho de um chamado, Dawson acidentalmente atinge um pedestre com a ambulância, o que leva o filho da vítima a processar CFD e Dawson. Enquanto isso, Casey e Severide continuam investigando o incêndio do último chamado e é revelado que o marido o acendeu por um dispositivo remoto de Internet. Herrmann considera uma promoção a tenente e Casey o apoia. Boden considera fazer uma viagem a Nova York enquanto seu enteado está de visita. Além disso, Brett leva seu relacionamento com Antonio para o próximo nível. Boden relembra sua participação nos esforços de resgate no dia seguinte ao 11 de setembro e, afinal, vai para Nova York. |              |                              |                         |                                            |                         |                     |
| 99 | 7            | "Lift Each Other"            | Alex Chapple            | Liz Alper & Ally Seibert                   | 29 de novembro de 2016  | 7.94                |
| Casey começa a ficar deprimido após um último chamado a uma criança, que sobrevive mas morre dias depois. Cruz fala com Severide sobre o enteado de Boden, James, e suspeita de abuso. Enquanto isso, os pais de Dawson e Antonio comemoram seu aniversário de casamento, mas depois anunciam que estão se divorciando. Herrmann recruta Stella e Otis para patrocinar uma dura competição de lama para ajudar a promover a Molly's. Boden confronta o novo namorado de sua ex-esposa - que ele confirmou ter abusado de seu enteado - e enfrenta as consequências do departamento por defender seu enteado. Dawson descobre que Casey manteve sua dor pelo menino moribundo em silêncio para não atrapalhar a festa de sua família. |              |                              |                         |                                            |                         |                     |
| 100 | 8            | "One Hundred"                | Joe Chappelle           | Michael Brandt & Derek Haas                | 6 de dezembro de 2016   | 7.77                |
| Severide procura tratamento para uma lesão no pescoço após um chamado e encontra o ex-bombeiro que virou estudante de medicina Jeff Clarke, que pede a ele um transplante de medula óssea para outro paciente. Enquanto isso, Dawson e Casey se deparam com um obstáculo ao tentar adotar Louie permanentemente e mais tarde eles se casam. Além disso, Otis tem uma ideia para comemorar o 100º aniversário da Molly's. |              |                              |                         |                                            |                         |                     |
| 101 | 9            | "Some Make It, Some Don't"   | Drucilla Carlson        | Andrea Newman                              | 3 de janeiro de 2017    | 7.62                |
| O pai biológico de Louis confronta Casey e Dawson e exige a custódia de Louie na qual Casey e Dawson lutam. Enquanto isso, o 51 encontra uma mesa de pingue-pongue e começa os torneios dentro do quartel. Severide descobre que é compatível com um paciente para um transplante de medula óssea, mas as coisas dão errado e ele começa a voltar aos seus velhos hábitos de beber. Mais tarde, o 51 responde a um acidente envolvendo o carro de Severide sem motorista. Esse episódio começa um crossover com Chicago P.D. que se conclui em "Don't Bury This Case". |              |                              |                         |                                            |                         |                     |
| 102 | 10           | "The People We Meet"         | David Rodriguez         | Sarah Kucserka & Veronica West             | 17 de janeiro de 2017   | 7.15                |
| Severide é informado de que o paciente de transplante de medula óssea é elegível novamente, mas surgem complicações quando Severide é ferido após ser jogado de uma janela durante um chamado. Ele não pode doar porque não pode ter uma epidural para sua doação, mas, apesar das complicações, força a doação de qualquer maneira. Enquanto isso, o pai de Louie luta pela custódia total dele, mas Dawson e Casey tentam revidar. Mas depois de ver a quantidade de apoio do lado do pai, Casey e Dawson não tiveram escolha a não ser desistir de Louie. Além disso, Mouch e Otis criam um vídeo incentivando as pessoas a se juntarem ao corpo de bombeiros. |              |                              |                         |                                            |                         |                     |
| 103 | 11           | "Who Lives and Who Dies"     | Haze J. F. Bergeron III | Michael Gilvary                            | 24 de janeiro de 2017   | 7.38                |
| As emoções de Dawson a dominam após a partida de Louie em um chamado de uma mulher que não sabia que estava grávida e seu pai perde a paciência. A atitude de Casey está no limite e acaba com o 51. Casey toma uma decisão de última hora após um chamado para salvar duas vítimas e uma desaparece. Enquanto isso, Severide é forçado a tomar uma decisão entre ficar com Anna ou Stella. |              |                              |                         |                                            |                         |                     |
| 104 | 12           | "An Agent of the Machine"    | Jann Turner             | Jill Weinberger                            | 7 de fevereiro de 2017  | 6.87                |
| Após o último chamado, o 51 é colocado em alerta máximo quando o criminoso escapou e retorna para matar Casey e atingir o 51, o departamento de polícia intervém para encontrá-lo e capturá-lo. Enquanto isso, o relacionamento de Brett e Antonio atinge um ponto baixo quando a ex-esposa de Antonio entra em cena, o que leva Brett a questionar se Antonio está pronto para estar em um relacionamento. Além disso, Casey considera dar o anel de noivado a Dawson como presente e um amigo do pai de Severide chega ao 51 e o segue. |              |                              |                         |                                            |                         |                     |
| 105 | 13           | "Trading in Scuttlebutt"     | Reza Tabrizi            | Roger Grant                                | 14 de fevereiro de 2017 | 6.77                |
| A tensão aumenta em um chamado quando outra casa, fora do chamado, aparece primeiro e Boden toma uma decisão que salva vidas que não se encaixa bem com outro chefe em cena, Anderson, que acabara de receber uma promoção. Temendo que sua reputação tenha sido prejudicada, o chefe torna as coisas miseráveis ao 51- especialmente depois de provocar, mas ser apresentado por Boden em uma festa do departamento. Severide toma a decisão de deixar Chicago e se tornar um chefe de batalhão em Springfield – onde Anna mora. Além disso, Dawson tenta encontrar um encontro para Brett após seu rompimento. Hermann lidera uma equipe do 51 em uma aparição na escola de seus filhos. |              |                              |                         |                                            |                         |                     |
| 106 | 14           | "Purgatory"                  | Joe Chappelle           | Michael Brandt & Derek Haas                | 21 de fevereiro de 2017 | 7.16                |
| O chefe Anderson transferiu a maioria dos membros para diferentes quartéis de bombeiros, com apenas Dawson, Casey e Severide deixados para trás. Stella e Brett são transferidos para o quartel onde Stella trabalhava anteriormente, desconfortavelmente. Cruz e Capp são transferidos para o call center 9-1-1. Boden tenta, sem sucesso, apelar das reatribuições, pois Anderson tem o poder de reatribuir a equipe como achar melhor. Severide tenta desenterrar a sujeira de Anderson enquanto os membros tentam se ajustar aos seus novos locais, enquanto ele ainda luta com a decisão de aceitar o emprego em Springfield e seus sentimentos sobre Anna. |              |                              |                         |                                            |                         |                     |
| 107 | 15           | "Deathtrap"                  | Joe Chappelle           | Andrea Newman                              | 1 de março de 2017      | 9.01                |
| O 51 responde a um incêndio fora de controle no armazém com dezenas de vítimas dentro. A equipe corre contra o tempo para tentar salvá-los. Uma das vítimas é a filha de Alvin Olinsky, Lexi, que foi encontrada em estado crítico. Mais tarde, o 51 une forças com Hank Voight e o departamento de polícia quando descobrem que o incêndio foi intencional. Além disso, Severide tenta entrar em contato com Anna. Esse episódio começa um crossover com Chicago P.D. e Chicago Justice que continua em "Emotional Proximity" e se conclui em "Fake." |              |                              |                         |                                            |                         |                     |
| 108 | 16           | "Telling Her Goodbye"        | Reza Tabrizi            | Michael A. O'Shea                          | 21 de março de 2017     | 7.21                |
| O 51 é colocado em uma situação de refém quando um grupo de membros de gangues encontra o quartel para se refugiar ao lidar com uma crescente retaliação de gangues. Um de seus membros está gravemente ferido e Stella é forçada a cuidar dele porque Dawson e Brett estão de plantão. Severide faz tudo o que pode para ficar escondido e descobrir um plano. |              |                              |                         |                                            |                         |                     |
| 109 | 17           | "Babies and Fools"           | Holly Dale              | Michael Gilvary & Liz Alper & Ally Seibert | 28 de março de 2017     | 6.68                |
| Depois de um acidente em que um pedaço de concreto quebra o para-brisa de um carro, resultando em um capotamento, Dawson pressiona por mais ações, que aumentam depois que o mesmo indivíduo salva os ocupantes de outro veículo no mesmo dia. Casey tenta ajudar um de seus eleitores que quer que um canteiro de obras barulhento ao lado de sua casa seja silenciado. Enquanto isso, Severide faz de tudo para que Anna se sinta bem-vinda em Chicago. |              |                              |                         |                                            |                         |                     |
| 110 | 18           | "Take a Knee"                | Joe Chappelle           | Michael Brandt & Derek Haas                | 4 de abril de 2017      | 6.29                |
| Casey descobre uma nova casa de crack a caminho do quartel e faz um grande esforço para fechá-la quando descobre que uma vítima indefesa está envolvida. Enquanto isso, o pai de Severide, Benny retorna a Chicago e conhece Anna. Além disso, Dawson e Brett são encarregadas de um novo estagiário e Hermann perde a paciência quando descobre que seu filho, Lee Henry, foi suspenso da escola depois que ele se recusou a defender o juramento de fidelidade porque ele não gostou de como a escola aumentou os preços das máquinas de venda automática. |              |                              |                         |                                            |                         |                     |
| 111 | 19           | "Carry Their Legacy"         | Reza Tabrizi            | Michael A. O'Shea                          | 25 de abril de 2017     | 6.91                |
| Casey se reúne com um velho amigo que é designado como substituto temporário do Esquadrão, pois o caminhão de Severide quebrou. Durante um chamado, Casey toma uma grande decisão. Enquanto isso, Severide tenta descobrir por que Anna partiu abruptamente, Dawson e Brett são forçados a ser retreinadas como paramédicas após um incidente. Além disso, Connie volta ao trabalho e os membros do caminhão fazem apostas para ver quanto tempo sua substituta temporária durará. |              |                              |                         |                                            |                         |                     |
| 112 | 20           | "Carry Me"                   | Eric Laneuville         | Jill Weinberger                            | 2 de maio de 2017       | 6.08                |
| Com o apoio de Boden, Casey se esforça para ajudar um de seus colegas bombeiros que está assumindo a culpa pela perda de sua equipe. Enquanto isso, Severide continua ao lado de Anna quando sua saúde continua se deteriorando, ao mesmo tempo respondendo a um chamado de uma idosa que se recusa a deixar sua casa queimada. Além disso, Otis e Cruz procuram um companheiro de quarto para seu apartamento. |              |                              |                         |                                            |                         |                     |
| 113 | 21           | "Sixty Days"                 | Sanford Bookstaver      | Michael Gilvary                            | 9 de maio de 2017       | 5.92                |
| Cruz enfrenta ação disciplinar ao tentar escoltar um bêbado para fora do bar quando, pois o bêbado descobre que Cruz tem uma tatuagem com o logotipo do CFD. Enquanto isso, Casey enfrenta outro vereador ao tentar aprovar um projeto de lei para os socorristas. Membros do Corpo de Bombeiros 51 ajudam Severide a lamentar a perda de Anna e o pai de Dawson faz uma visita ao Corpo de Bombeiros. Além disso, o Esquadrão 3 dá as boas-vindas ao seu mais novo membro Jason Kannell. |              |                              |                         |                                            |                         |                     |
| 114 | 22           | "My Miracle"                 | Michael Brandt          | Michael Brandt & Derek Haas                | 16 de maio de 2017      | 6.30                |
| Depois que Cruz recebe uma suspensão não remunerada de 60 dias, as tensões pioram para Mouch e Cruz. Enquanto isso, Casey continua lutando por seu projeto de primeiros socorros, mas enfrenta mais contratempos - incluindo a interferência de seu sogro problemático - e ele toma uma decisão importante sobre seu futuro. Ao mesmo tempo, ele entra em conflito com Dawson, pois o pai dela continua a ficar em seu apartamento por mais tempo do que se pensava. Herrmann se esforça para fazer uma criança ferida sorrir. Os bombeiros encontram-se presos em um incêndio no armazém. Herrmann tenta desesperadamente salvar Mouch, que está sofrendo um ataque cardíaco no meio do incêndio, e Casey, preso, tira a máscara e se despede de Dawson sabendo que ele não sairá vivo. Cruz e Dawson esperam do lado de fora e se desesperam enquanto a equipe tenta sair.                                                                                 |              |                              |                         |                                            |                         |                     |

## Produção

### Casting
Em 24 de maio de 2016, foi anunciado que Miranda Rae Mayo havia sido promovida ao elenco principal depois de sua participação recorrente na temporada passada. O showrunner Matt Olmstead deixou claro que Stella e, consequentemente, Rayo, desempenhariam um grande papel na quinta temporada da série, por se tratar de um par romântico para Severide e uma bombeiro mulher, visto que, ao que indicava, Gabby Dawson retornaria à ambulância.
Em 18 de outubro de 2016, data de exibição do segundo episódio "A Real Wake-Up Call", foi anunciada a sáida de Steven R. McQueen, que havia se juntado ao elenco principal na temporada passada. Em entrevista ao TVLine, o produtor executivo de Chicago Fire, Michael Brandt, explicou os motivos da saída de McQueen: "Com o personagem de Jimmy, parecia que ele precisava defender o que ele acreditava, mas Boden precisava defender o que ele acreditava, e essas duas coisas não podiam viver juntas."
No dia 28 de fevereiro de 2017, Kamal Angelo Bolden se juntou ao elenco recorrente como o novo bombeiro da viatura 81 Jason Kannell. Suas aparições estavam previstas para acontecer nos 5 episódios finais com a possibilidade de se tornar um membro principal na aguardada sexta temporada.
Em 12 de abril de 2017, foi anunciado que os All-Stars do Chicago Cubs, Kris Bryant e Jake Arrieta, deveriam aparecer no final da temporada do, juntamente com o veterano locutor esportivo Mike Tirico. No episódio, um jovem fã do Cubs sofre um grave acidente de carro e é resgatado, mas sua insubstituível coleção de cartões de beisebol dos Cubs queima no fogo, então Hermann faz um valente esforço para animar o garoto e lhe proporcionar uma experiência que ele jamais esquecerá.

### Crossovers
Um crossover de 3 partes foi ao ar em 1 de março de 2017, começando em Chicago Fire, continuando em Chicago P.D. e terminando na estreia da nova série da franquia, Chicago Justice, onde também houve um forte envolvimento de Chicago Med.

## Recepção

### Audiência
| №  | Título                       | Exibição original       | Rating/share (18–49) | Audiência (em milhões) | DVR (18–49) | Audiência em DVR (milhões) | Total (18–49) | Audiência total (em milhões) |
| -- | ---------------------------- | ----------------------- | -------------------- | ---------------------- | ----------- | -------------------------- | ------------- | ---------------------------- |
| 1  | "The Hose or the Animal"     | 11 de outubro de 2016   | 1.8/7                | 7.52                   | 1.1         | 3.89                       | 2.9           | 11.41                        |
| 2  | "A Real Wake-Up Call"        | 18 de outubro de 2016   | 1.6/6                | 7.40                   | 1.2         | 3.89                       | 2.8           | 11.29                        |
| 3  | "Scorched Earth"             | 25 de outubro de 2016   | 1.6/6                | 6.93                   | 0.9         | 3.58                       | 2.5           | 10.51                        |
| 4  | "Nobody Else is Dying Today" | 1 de novembro de 2016   | 1.5/5                | 6.65                   | 0.9         | 3.43                       | 2.4           | 10.08                        |
| 5  | "I Held Her Hand"            | 15 de novembro de 2016  | 1.5/6                | 6.99                   | 1.0         | 3.68                       | 2.5           | 10.68                        |
| 6  | "That Day"                   | 22 de novembro de 2016  | 1.5/5                | 6.48                   | 1.1         | 4.11                       | 2.6           | 10.58                        |
| 7  | "Lift Each Other"            | 29 de novembro de 2016  | 1.7/7                | 7.94                   | 1.0         | 3.73                       | 2.7           | 11.67                        |
| 8  | "One Hundred"                | 6 de dezembro de 2016   | 1.7/6                | 7.77                   | 1.0         | 3.93                       | 2.7           | 11.71                        |
| 9  | "Some Make It, Some Don't"   | 3 de janeiro de 2017    | 1.6/5                | 7.62                   | 0.8         | 2.94                       | 2.4           | 10.56                        |
| 10 | "The People We Meet"         | 17 de janeiro de 2017   | 1.6/6                | 7.15                   | 1.0         | 3.79                       | 2.6           | 10.94                        |
| 11 | "Who Lives and Who Dies"     | 24 de janeiro de 2017   | 1.8/7                | 7.38                   | 0.9         | 3.76                       | 2.7           | 11.14                        |
| 12 | "An Agent of the Machine"    | 7 de fevereiro de 2017  | 1.5/5                | 6.87                   | 1.0         | 3.83                       | 2.5           | 10.70                        |
| 13 | "Trading in Scuttlebutt"     | 14 de fevereiro de 2017 | 1.5/6                | 6.77                   | 1.0         | 3.80                       | 2.5           | 10.57                        |
| 14 | "Purgatory"                  | 21 de fevereiro de 2017 | 1.6/6                | 7.16                   | 0.9         | 3.80                       | 2.5           | 10.96                        |
| 15 | "Deathtrap"                  | 1 de março de 2017      | 1.7/7                | 9.01                   | N/A         | N/A                        | N/A           | N/A                          |
| 16 | "Telling Her Goodbye"        | 21 de março de 2017     | 1.5/6                | 7.21                   | 1.0         | 3.50                       | 2.5           | 10.71                        |
| 17 | "Babies and Fools"           | 28 de março de 2017     | 1.4/5                | 6.68                   | 0.9         | 3.71                       | 2.3           | 10.37                        |
| 18 | "Take a Knee"                | 4 de abril de 2017      | 1.3/5                | 6.29                   | 0.9         | 3.49                       | 2.2           | 9.78                         |
| 19 | "Carry Their Legacy"         | 25 de abril de 2017     | 1.3/5                | 6.91                   | N/A         | N/A                        | N/A           | N/A                          |
| 20 | "Carry Me"                   | 2 de maio de 2017       | 1.2/5                | 6.08                   | 0.9         | 3.67                       | 2.1           | 9.75                         |
| 21 | "Sixty Days"                 | 9 de maio de 2017       | 1.2/5                | 5.92                   | 1.0         | 3.70                       | 2.2           | 9.62                         |
| 22 | "My Miracle"                 | 16 de maio de 2017      | 1.3/5                | 6.30                   | 1.0         | 3.88                       | 2.3           | 10.14                        |

## Lançamento em DVD
| Chicago Fire – Season Five                                                                                                 | | | | | |
| Detalhes do DVD | Detalhes do DVD | Detalhes do DVD | Características Especiais | Características Especiais | Características Especiais |
| - 22 episódios - 6 discos - Áudio em Inglês (Dolby Digital 5.1 Surround) - Legendas: Inglês, Francês, Espanhol e Português | - 22 episódios - 6 discos - Áudio em Inglês (Dolby Digital 5.1 Surround) - Legendas: Inglês, Francês, Espanhol e Português | - 22 episódios - 6 discos - Áudio em Inglês (Dolby Digital 5.1 Surround) - Legendas: Inglês, Francês, Espanhol e Português | - Bastidores - Episódios crossover com Chicago P.D.: - "Don't Bury This Case" - Parte dois do crossover de duas partes que começa em "Some Make It, Some Don't". - "Emotional Proximity" - Parte dois do crossover de três partes que começa em "Deathtrap". - Episódio crossover com Chicago Justice: - "Fake" - Parte três do crossover de três partes que começa em "Deathtrap". | - Bastidores - Episódios crossover com Chicago P.D.: - "Don't Bury This Case" - Parte dois do crossover de duas partes que começa em "Some Make It, Some Don't". - "Emotional Proximity" - Parte dois do crossover de três partes que começa em "Deathtrap". - Episódio crossover com Chicago Justice: - "Fake" - Parte três do crossover de três partes que começa em "Deathtrap". | - Bastidores - Episódios crossover com Chicago P.D.: - "Don't Bury This Case" - Parte dois do crossover de duas partes que começa em "Some Make It, Some Don't". - "Emotional Proximity" - Parte dois do crossover de três partes que começa em "Deathtrap". - Episódio crossover com Chicago Justice: - "Fake" - Parte três do crossover de três partes que começa em "Deathtrap". |
| Datas de lançamento | | | | | |
| Região 1 | Região 1 | Região 2 | Região 2 | Região 4 | Região 4 |
| 29 de agosto de 2017 | 29 de agosto de 2017 | 4 de dezembro de 2017 | 4 de dezembro de 2017 | 7 de fevereiro de 2018 | 7 de fevereiro de 2018 |